# Suraphol Sombatcharoen
Suraphol Sombatcharoen (thai: สุรพล สมบัติเจริญ), född 25 september 1930, död 16 augusti 1968, var en thailändsk manlig sångare.

## Diskografi
- Siew Sai (เสียวใส้)
- Khong Plom (ของปลอม)
- Khon Hua Lan (คนหัวล้าน)
- Sae See Ai Lue Jek Nung (แซซี้อ้ายลือเจ็กนัง)
- Yik Tao Low Suea (ยิกเท้าโหลซัวะ)
- Luem Mai Long (ลืมไม่ลง)
- Kaew Luem Dong (แก้วลืมดง)
- Sip Hok Pee Haeng Kwam Lang (สิบหกปีแห่งความหลัง)